# Francisco Camba
Francisco Camba Andreu (Villanueva de Arosa, 16 de noviembre de 1882-Madrid, 6 de febrero de 1948) fue un novelista y periodista español, hermano del también escritor Julio Camba. 

## Biografía
Francisco nace dos años antes que su hermano Julio Camba, excelente escritor y periodista. Ambos eran hijos de Juana Andreu Temes y de Manuel Camba Bóveda, que simultaneaba los trabajos de maestro de escuela y practicante en Villanueva de Arosa.
En abril de 1898, con quince años, obtiene el título de maestro por la Escuela Normal de Pontevedra y en junio de ese mismo año comienza a ejercer en diversos lugares de Galicia: Caldas, Puertomarín, Lugo, Santiago… Al mismo tiempo colabora en diferentes periódicos gallegos, como La Idea Moderna, El Lucense, El Regional, Gaceta de Galicia o La Provincia. En 1900 comienza su carrera como novelista publicando en La Provincia en folletín una de sus pocas obras en gallego, O Terruño. 
En 1902 decide trasladarse a Madrid, desde donde continúa su carrera como novelista y colabora en Blanco y Negro con el pseudónimo El Hidalgo de Tor. Por motivos políticos se exilia en Buenos Aires, donde colabora en El Diario Español y La Nación. De regreso a Madrid sigue colaborando en diferentes periódicos, entre ellos en El Parlamentario, fundado y dirigido por su amigo Luis Antón del Olmet.
Partidario del bando sublevado, pasa la Guerra Civil en Madrid y plasma sus vivencias de entonces, de forma autobiográfica, en su novela Madridgrado (1939), de claros tintes profranquistas.

## Fallecimiento
Su carrera literaria quedó truncada al sobrevenirle la muerte en 1947, cuando trabajaba en varias obras.

## Casa Museo Hermanos Camba
En Villanueva de Arosa está la Casa Museo Hermanos Camba, con sede en su casa natal, que alberga una exposición bibliográfica, con folletos, periódicos, manuscritos y fotografías, además de primeras ediciones de las obras más destacadas de Francisco y Julio Camba.

## Obra

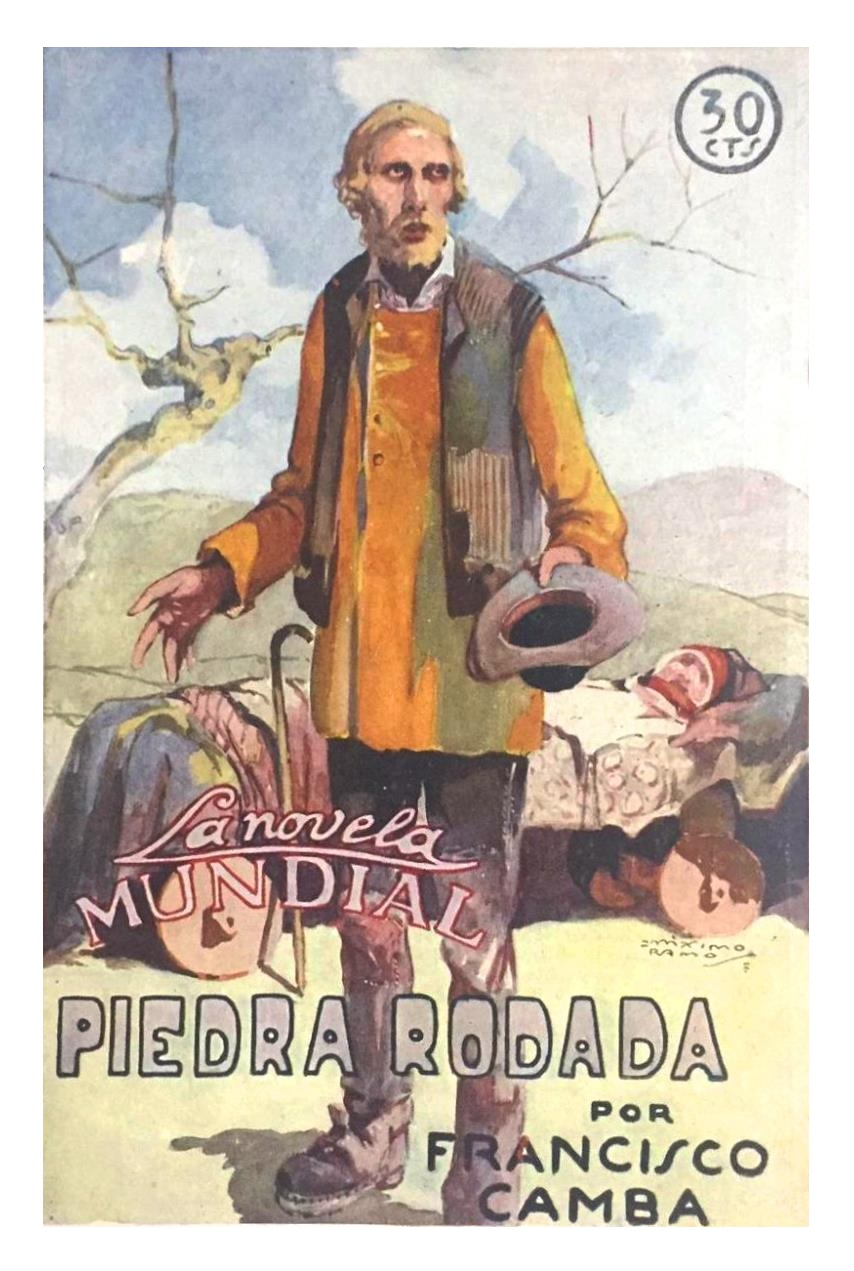
Piedra rodada, ilustrado por M. Ramos.

En Francisco Camba se pueden distinguir dos épocas: la primera y más importante, como escritor costumbrista gallego; y la segunda abordando el género de la novela histórica. En cuanto a su estilo, fue un novelista de una prosa amena, sencilla y sin pretensiones innovadoras en técnicas narrativas
.

### Obras del género costumbrista
Dentro de su etapa costumbrista en ocasiones se internó en la crítica social, y en otras se atrevió con otros temas, como en “Los nietos de Ícaro” (primera novela española sobre la aviación) y en “El vellocino de plata” (novela sobre la emigración a América). Sus principales obras de esta etapa son: 

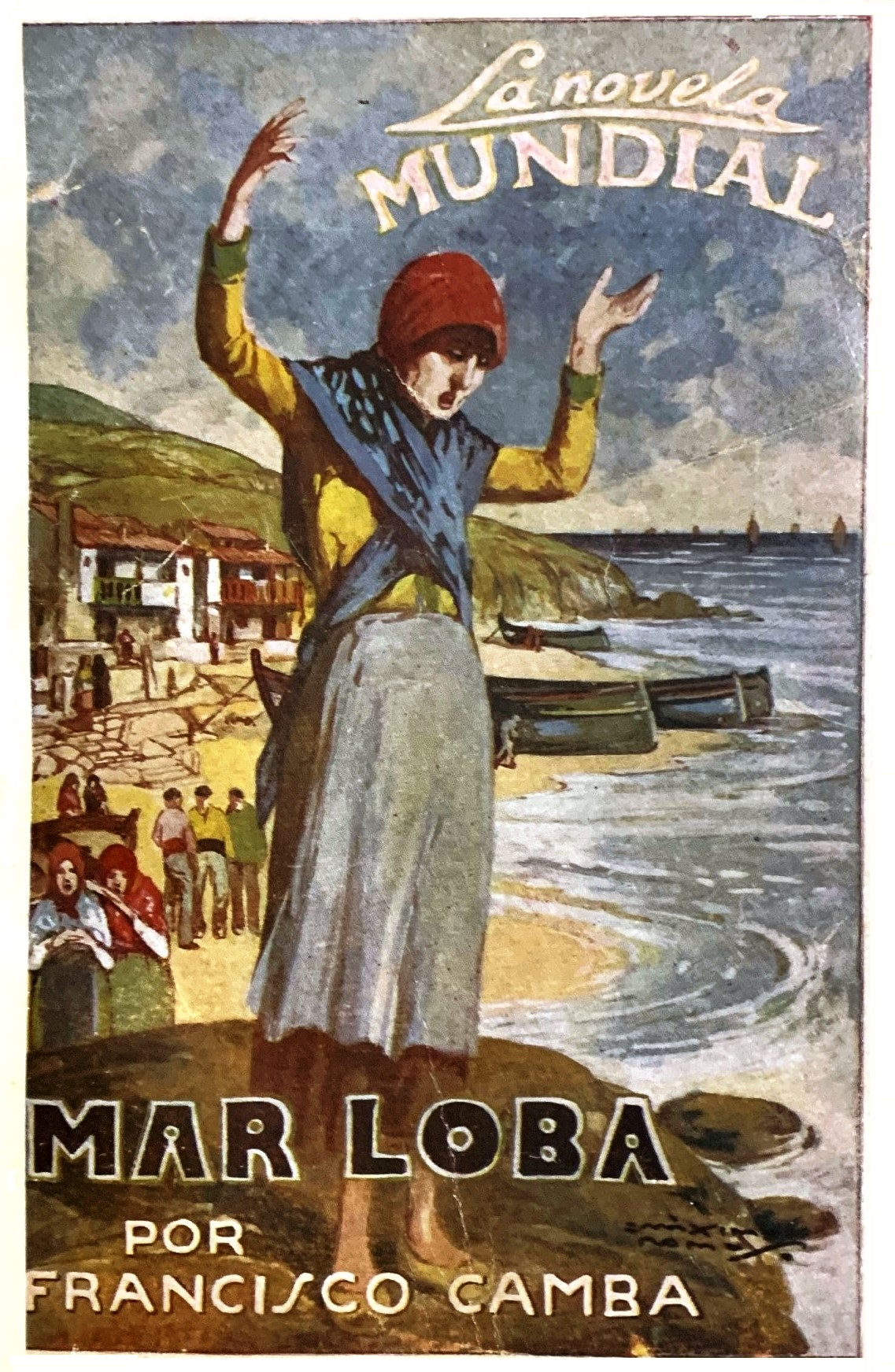
Mar loba, ilustrado por M. Ramos.

- O Terruño (1900) - novela escrita en gallego.
- Amor de pai (1900) - escrita en gallego y publicada en Revista Gallega nº 252.
- No Hespital (1904) - cuento escrito en gallego y publicado en Revista Gallega nº 477.
- Camino adelante. A través de Galicia (1908) - crónicas de viajes publicadas en La Voz de Galicia)[6]
- Los españoles en el centenario argentino (1910).
- Los nietos de Icaro (1911) - primera novela española sobre la aviación.
- El amigo Chirel (1918).
- La revolución de Laíño (1919) – en 1921 fue premio Fastenrath de la Real Academia Española.
- Cárcel de seda (1920).
- El vellocino de plata (1922) - sobre la emigración a América.
- El enigma de las llamas azules (1922).
- El pecado de San Jesusito (1923) – fue premiada en un concurso del Círculo de Bellas Artes de Madrid.
- Mimí Magdalena (1924).
- El idilio de "Artagnan" novela de la vida perruna (1925).
- El tributo de las siete doncellas (1926).
- Flor de fango (1926).
- Crimen de mujer (1927).
- Piedra rodada (1927).
- Una morena y una rubia (1929) – en 1933 se realizó una adaptación para el cine como comedia musical.
- La noche mil y dos (1930).
- Machicha Monroy (1930).
- La sirena rubia (1931).
- Lerroux, el caballero de la libertad (1935).
- El pino y la palmera (1936).
- Madridgrado (1939) – con el subtítulo de Documental Film, sugiere un intento de adaptación para el cine que no se realizó.

### Obras del género de la novela histórica
En su última etapa inició un ambicioso proyecto: continuar las novelas históricas de los Episodios Nacionales de Galdós con una serie que debía reflejar la historia española desde 1906 hasta la guerra civil de 1936, los “Episodios Contemporáneos”. Sus principales obras de esta etapa son:
- Cuando la boda del rey (1942) – Episodios Contemporáneos.
- La leyenda negra (1943) – Episodios Contemporáneos.
- ¡Maura, no! (1944) – Episodios Contemporáneos.
- El Ducado de Canalejas (1944) – Episodios Contemporáneos.
- Los mosqueteros de la neutralidad (1945) – Episodios Contemporáneos.
- La rebelión de los mandos (1945) – Episodios Contemporáneos.
- La ley de fugas (1946) – Episodios Contemporáneos.
- Annual (1946) – Episodios Contemporáneos.
- Primo de Rivera (1946) – Episodios Contemporáneos.
- El romancillo del capitán Galán (1947) – Episodios Contemporáneos.
- La caída de Alfonso XIII (1947) – Episodios Contemporáneos.
- Las luminarias del señor ministro (1947) – Episodios Contemporáneos.
- Los jabalíes del jardín florido (1948) – Episodios Contemporáneos.
- De Castilblanco a Villa Cisneros (1948) – Episodios Contemporáneos.